# Горбуниха (Алтайский край)
Горбуниха —  упразднённый посёлок в Хабарском районе Алтайского края России. Располагался на территории современного Свердловского сельсовета. Исключен из учётных данных в 1983 году.

## География
Располагался в 3 км к юго-востоку от села Свердловское.

## История
Основан в 1907 году. В 1928 г. посёлок Горбуниха состоял из 59 хозяйств. В составе Богословского сельсовета Знаменского района Славгородского округа Сибирского края.
Решением Алтайского краевого исполнительного комитета от 01.06.1983 года № 196/1 поселок исключен из учётных данных.

## Население
В 1926 г. в посёлке проживало 302 человека (156 мужчин и 146 женщин), основное население — украинцы.